# Blue (Manga)
blue (jap. ブルー, Burū) ist eine Manga-Serie der japanischen Zeichnerin Kiriko Nananan. Sie beschreibt eine Yuri-Geschichte, konzentriert sich also auf eine lesbische Liebesbeziehung. Der Manga, der von zwei Oberschülerinnen handelt, die feststellen, dass ihre Gefühle füreinander mehr sind als eine normale Freundschaft, erschien 1996 in über 230 Seiten und wurde 2001 verfilmt.

## Handlung
Kayako Kirishima (桐島 カヤ子, Kirishima Kayako), die in der Präfektur Niigata lebt und im dritten Jahr an der Oberschule ist, ist heimlich in ihre Mitschülerin Masami Endo (遠藤 雅美, Endō Masami) verliebt, die in ihrer Klasse eine Bank vor ihr sitzt. Masami ist wegen einer Abtreibung im dritten Jahr suspendiert worden und muss daher die Schulstufe wiederholen. Kayako und Masami freunden sich bald an und verbringen auch viel Freizeit miteinander. Kayako lernt auf einer Party einen Jungen kennen und lässt sich, um zu wissen, wie es ist, eine sexuelle Beziehung zu haben, entjungfern. Sie gesteht Masami schließlich, dass sie in sie verliebt ist und Masami erwidert diese Zuneigung. Die beiden beginnen eine Liebesbeziehung und schmieden Pläne, irgendwann zusammen nach Tokio zu gehen, um dort zusammenzuleben.
Am letzten Schultag des Trimesters kommt Masami nicht. Sie taucht auch zu Hause nicht auf, weswegen sich sowohl ihre Eltern als auch Kayako sorgen. Kayako erfährt von einer Freundin Masamis einige Tage später, dass sie mit dem Mann zusammen ist, der sie damals geschwängert hat. Dieser war zu dem Zeitpunkt ungefähr dreißig und verheiratet. Von Masami im Stich gelassen beginnt Kayako in den Sommerferien zu malen, um ihre freie Zeit sinnvoll zu nutzen. Am Ende der Sommerferien taucht Masami wieder auf und erzählt Kayako, sie wäre mit alten Freunden auf Reisen gegangen. Kayako ist aufgrund dieser dreisten Lüge enttäuscht und zutiefst verletzt.
Kayako und Masami versöhnen sich zwar wieder, aber Kayako beschließt nach Tokio zu gehen, um dort Grafik und Design zu studieren. Masami will lieber in Niigata bleiben, da sie ihre Eltern nicht verlassen will. Kayako versucht Masami zu einem gemeinsamen Studium in Tokio zu überreden, um sie nicht zu verlieren, wird von dieser jedoch ermutigt ihre Pläne Kunst zu studieren umzusetzen. Masami erzählt Kayako, sie wolle lieber ein lokales College besuchen, danach irgendwann heiraten und ein schlichtes Leben führen. Kayako geht schließlich nach Tokio und sagt Masami, sie würde sie nie vergessen.

## Hintergründe
Im Gegensatz zu klassischen Seinen-Manga ist der Comic nicht expressionistisch und dekorativ-ornamental, sondern zeichnet sich in seiner Darstellungsweise durch einen minimalistischen Realismus, klare Seitenlayouts und ein stark reduziertes Schwarzweiß aus.
Kiriko Nananan verarbeitete in dem Manga teilweise eigene Erlebnisse. In der Oberschule fühlte sie sich zu einer Mitschülerin hingezogen und war sich nicht sicher, ob sie in das Mädchen auch verliebt sei.

## Veröffentlichungen
blue erschien in Japan von Januar bis Oktober 1996 in Einzelkapiteln im monatlich erscheinenden, alternativen Manga-Magazin Comic Are!, für das zur selben Zeit unter anderem auch Hideo Azuma und Fumiko Takano zeichneten. Der Magazine-House-Verlag fasste diese Einzelkapitel im April 1997 auch in einen Sammelband zusammen.
Mit Hilfe von Frédéric Boilet erschien der Manga als Teil der La Nouvelle Manga-Bewegung in Frankreich und über diesen Umweg auch in den Vereinigten Staaten und in Spanien. 2006 wurde der Band auch auf Deutsch bei Schreiber & Leser veröffentlicht.

## Rezeption
Die meisten Kritiker nahmen den Manga positiv auf. Matthias Schneider lobte in der Zeitschrift Intro: „Sowohl erzählerisch als auch grafisch ist es Nananan grandios gelungen, die entschwindenden Gefühle der Selbstfindung ausdrucksstark einzufangen.“

## Verfilmung
Der Independentfilmemacher Hiroshi Andō verfilmte die Manga-Serie mit Mikako Ichikawa und Manami Konishi in den Hauptrollen. Der 116 Minuten lange Film wurde 2002 und 2003 auf einigen Filmfestivals weltweit gezeigt, so unter anderem auf dem Toronto Film Festival. Der Film kam am 29. März 2003 in die japanischen Kinos. Auf dem Internationalen Filmfestival Moskau 2002 lief blue im Wettbewerb um die Goldene St. Georg, den Hauptpreis, konnte sich aber nicht gegen das Historiendrama Die Auferstehung der Italiener Paolo Taviani und Vittorio Taviani durchsetzen. Mikako Ichikawa wurde mit der Silbernen St. Georg als Beste Darstellerin ausgezeichnet.